# Hoplia fissa
Hoplia fissa är en skalbaggsart som beskrevs av Edmund Reitter 1890. Hoplia fissa ingår i släktet Hoplia och familjen Melolonthidae. Inga underarter finns listade i Catalogue of Life.